# 俄古革斯沙丘群
俄古革斯沙丘群（Ogygis Undae）是火星上唯一命名的南半球沙丘场，它位于火星南部高地阿耳古瑞平原外侧，范围为南纬9.94度至南纬49.37度、东经292.64度到东经294.93度（西经65.07度到西经67.36度），并以南纬49.66度、东经293.79度（西经66.21度）为中心，向东西延伸约87公里，其覆盖面积达1904公里2，该沙丘场取名自火星古典反照率特征“俄古革斯区”，该名字是指古希腊神话中最古老的国王-俄古革斯，2015年9月17日被國際天文聯會正式批准接受。由于俄古革斯沙丘群幅员辽阔，现已成为火星沙丘形态和沙粒成分研究一个的主要课题。

## 形态
俄古革斯沙丘群是被输送系统所散播沙子的最终沉降区，该系统由欧空局火星快车号上的高分辨率立体相机相机拍摄到。这一输送系统的复杂性与地球上的一些事例子一样广泛。俄古革斯沙丘群有多种形态的沙丘，包括新月形沙丘、新月形沙垄、穹顶和星形沙丘。沙丘类型的多样性表明它们是沉积在多模式风况中，不同的风汇入到沙丘所在的盆地内，携带来多个源区的沙子，形态的复杂性也反映在沙丘沉积物的多样性矿物成分上。

## 成分
俄古革斯沙丘区的矿物分布呈不均匀和双峰式分布，两种主要颗粒类型的相对并列揭示了风成作用如何影响火星表面的沙子输送。2016年，美国地质调查局的科学家们利用火星全球探勘者号上的热辐射光谱仪和2001火星奥德赛号探测器上的热辐射成像系统采集并分析了成分光谱。俄古革斯沙丘群的其他特征，如夜间热惯量值，也证实了整个沙丘区存在双峰沙型分布的发现。
热辐射光谱仪从盖尔撞击坑内大型沙丘场获得的结果被用作与俄古革斯沙丘群数据进行对比，因为盖尔撞击坑的特征由轨道探测器和美国宇航局火星探测车在现场进行了较全面的勘查，好奇号漫游车是火星科学实验室任务一部分。俄古革斯沙丘群与盖尔撞击坑内沙丘场在沙型成分和同质性方面都不同，这表明这些沙丘场的来源类型以及与各自沙源的距离存在差异。美国地质调查局调查人员还指出，俄古革斯沙丘群的沙丘看上去与亚利桑那州大瀑布的沙丘相似。

## 另请查看
- 阿瓦洛斯沙丘群
- 阿斯普勒冬沙丘群
- 哈葛尔沙丘场
- 许珀玻瑞亚沙丘群
- 尼罗火山口沙丘场
- 奥林匹亚沙丘群
- 西顿沙丘群